# 欧雄维莱
欧雄维莱（法語：Auchonvillers，法語發音：[oʃɔ̃vile]）是法国上法兰西大区索姆省的一个市镇，属于佩罗讷区。

## 地理
欧雄维莱（50°4'51"N, 2°37'48"E）面积5.72 平方千米，位于法国上法蘭西大區索姆省，该省份为法国北部沿海省份，北起加来海峡省和北部省，西接滨海塞纳省和大西洋英吉利海峡，南至瓦兹省，东临埃纳省。
与欧雄维莱接壤的市镇（或旧市镇、城区）包括：埃比泰尔讷、博蒙阿梅勒、昂格勒贝尔梅尔、马伊马耶、梅尼勒马丹萨尔。
欧雄维莱的时区为UTC+01:00、UTC+02:00（夏令时）。

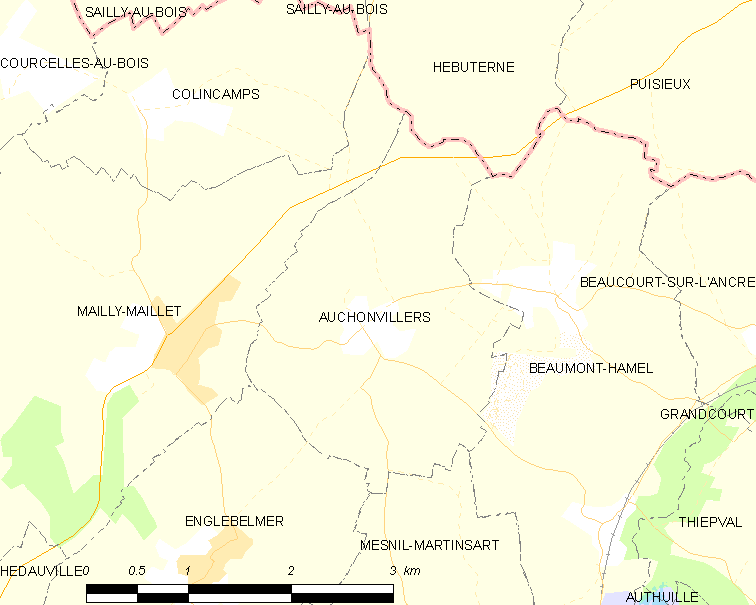
欧雄维莱的OSM定位图

## 行政
欧雄维莱的邮政编码为80560，INSEE市镇编码为80038。

## 政治
欧雄维莱所属的省级选区为阿尔贝县。

## 人口

1962-2008年间欧雄维莱人口变化图示

欧雄维莱于2022年1月1日时的人口数量为124人。